# Alexander von Schleinitz

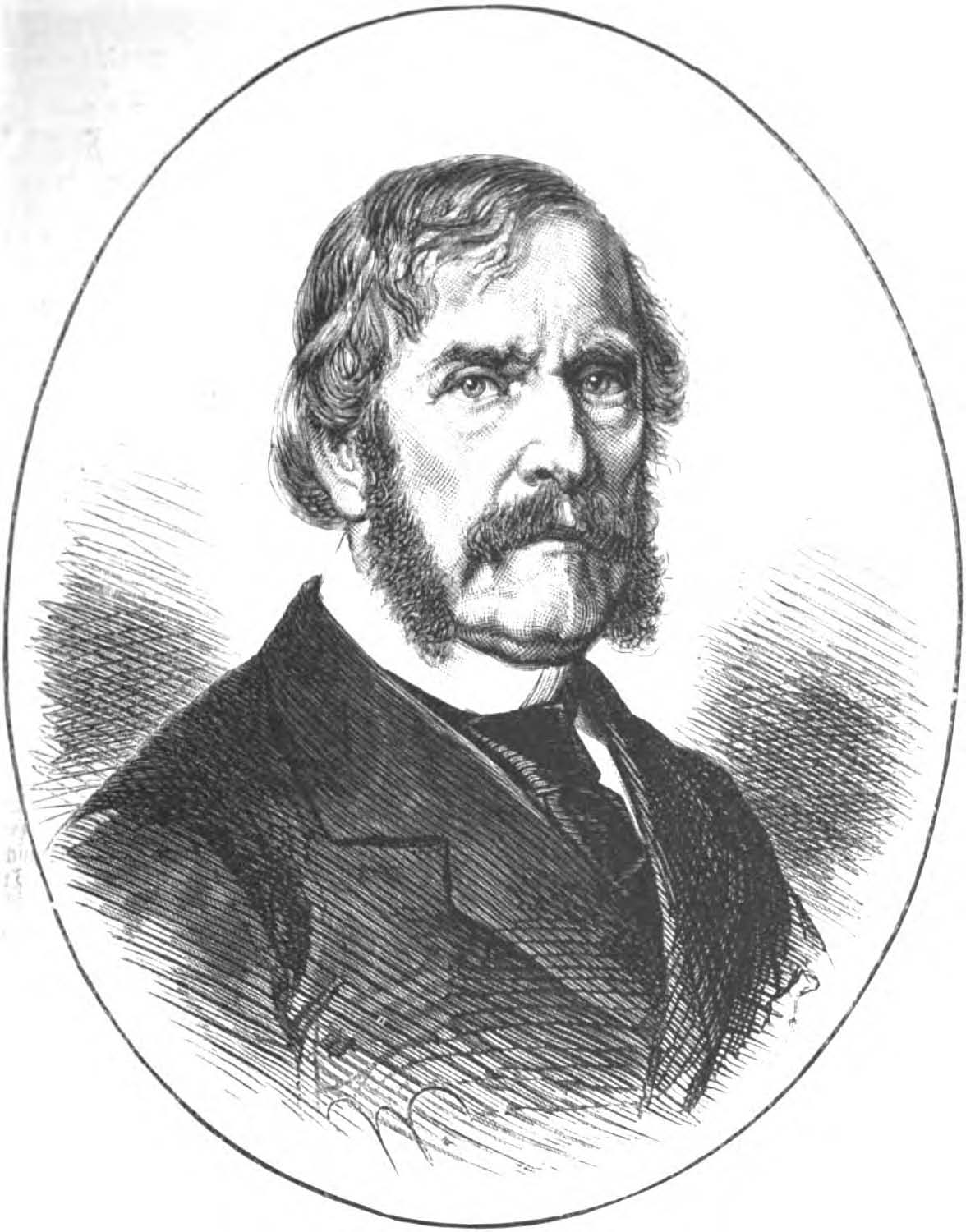
Alexander von Schleinitz.

Alexander von Schleinitz, född den 29 december 1807 i Blankenburg vid Harz, död den 19 februari 1885 i Berlin, var en preussisk greve och diplomat.
von Schleinitz blev 1848 preussisk minister vid hannoverska hovet, där han kraftigt arbetade för deltagande i kriget mot Danmark, förde 1849 underhandlingarna om vapenstillestånd med nämnda makt och övertog i juli samma år chefskapet för utrikesministeriet, vilken befattning han innehaft förut, dock endast några dagar, 1848. I september 1850 avgick han för att lämna plats åt en mer energisk förkämpe för den mot Österrike riktade "unionspolitiken", Radowitz. I november 1858–1861 var han utrikesminister i Hohenzollern-Auerswalds kabinett och utnämndes därefter till minister för det kungliga huset.